# Copa Gallo

Grímpola del Real Club de Regatas de Santander, organizador de la prueba entre 1900 y 1917, y propietario de la Copa.

Grímpola del Real Club Marítimo de Santander, organizador de las regatas desde 1949.

La Copa Gallo es un trofeo de plata propiedad del Real Club de Regatas de Santander que se entrega actualmente al barco ganador de las regatas anuales de vela de la clase Snipe en Santander.

## Historia
En 1899 el balandro Lin obtuvo por tercera vez la victoria en La Copuca, regata organizada por el Real Club de Regatas de Santander desde 1893; según el reglamento del trofeo, la embarcación que obtuviese dicho trofeo en tres ocasiones se hacía con la propiedad del mismo. Tras la pérdida de la propiedad de La Copuca, el Club de Regatas decidió instaurar un nuevo trofeo, consistente en una copa de plata donada por doña Manuela Díaz de Bustamante, viuda de Don Miguel Gallo, y madre de la duquesa de Santa Elena, la Copa Gallo. Esta nueva copa se puso en juego por primera vez el 23 de agosto de 1900, y en su reglamento se establecía que el trofeo no sería obtenido en propiedad por ninguna embarcación, sin importar el número de victorias; en su lugar, se inscribiría el nombre del barco ganador en la peana. En 1917 dejó de disputarse hasta 1949, cuando fue cedida por el RCRS al Real Club Marítimo de Santander para que se entregase al ganador de las regatas anuales de la flota Snipe de Santander. De nuevo se deja de disputar entre 1971 y 2008, año en el que la flota Snipe la recupera y vuelve a ser otorgada al barco que se impone en una clasificación para la que cuentan todas las regatas celebradas durante el año en Santander.

## Palmarés
Palmarés de la Copa Gallo:
| Edición | Año                          | Yate vencedor        |
| ------- | ---------------------------- | -------------------- |
| I       | 1900                         | Sidora III           |
| II      | 1901                         | Luisilla             |
| III     | 1902                         | Luisilla II          |
| IV      | 1903                         | Luisilla             |
| V       | 1904                         | Mariposa             |
|         | En 1905 no se celebró        |                      |
| VI      | 1906                         | Mariposa             |
|         | En 1907 no se celebró        |                      |
| VII     | 1908                         | Almoraima            |
| VIII    | 1909                         | Tuiga                |
|         | De 1910 a 1914 no se celebró |                      |
| IX      | 1915                         | Chiqui               |
| X       | 1916                         | Mosquito III         |
| XI      | 1917                         | María                |
|         | De 1918 a 1948 no se celebró |                      |
| XII     | 1949                         | María del Carmen III |
| XIII    | 1950                         | María del Carmen III |
| XIV     | 1951                         | Racha                |
| XV      | 1952                         | Mosquito VII         |
| XVI     | 1953                         | Mosquito IX          |
| XVII    | 1954                         | Gabriela             |
| XVIII   | 1955                         | Vigota               |
| XIX     | 1956                         | Gabriela II          |
| XX      | 1957                         | Jan                  |
| XXI     | 1958                         | Jan                  |
| XXII    | 1959                         | Tinín II             |
| XXIII   | 1960                         | Gabriela II          |
| XXIV    | 1961                         | Jan II               |
| XXV     | 1962                         | Rayo III             |
| XXVI    | 1963                         | Rayo III             |
| XXVII   | 1964                         | Gorgojo              |
| XXVIII  | 1965                         | Rayo III             |
| XXIX    | 1966                         | Sonata               |
| XXX     | 1967                         | Sonata               |
| XXXI    | 1968                         | Sonata               |
| XXXII   | 1969                         | Jan                  |
| XXXIII  | 1970                         | Jan                  |
| XXXIV   | 1971                         | Chiqui III           |
|         | De 1972 a 2007 no se celebró |                      |
| XXXV    | 2008                         | Chiqui IV            |
| XXXVI   | 2009                         | Chiqui IV            |
| XXXVII  | 2010                         | Chiqui IV            |
| XXXVIII | 2011                         | Chiqui IV            |
| XXXIX   | 2012                         | Chiqui IV            |
| XL      | 2013                         | Chiqui IV            |
| XLI     | 2014                         | Chiqui IV            |
| XLII    | 2015                         | Chiqui IV            |
| XLIII   | 2016                         | Chiqui IV            |
| XLIV    | 2017                         | Chiqui IV            |
| XLV     | 2018                         | Chiqui IV            |

Los barcos con más victorias hasta 2016 son el Chiqui IV, con once victorias consecutivas entre 2008 y 2015, seguido por el Jan (cuatro victorias: 1957, 1958, 1969 y 1970).